# Dubbelögd svartbagge
Dubbelögd svartbagge (Phylan gibbus) är en skalbaggsart som först beskrevs av Johan Christian Fabricius 1775.  Dubbelögd svartbagge ingår i släktet Phylan, och familjen svartbaggar. Enligt den svenska rödlistan är arten sårbar i Sverige. Arten förekommer i Götaland. Artens livsmiljö är havsstränder, jordbrukslandskap.